# NGC 1548
NGC 1548 في الفهرس العام الجديد، هو عنقود نجمي، يقع في كوكبة حامل رأس الغول. اكتشف في 3 فبراير 1832 . بواسطة جون هيرشل .

## روابط خارجية
- NGC 1548 على موقع ويكي سكاي: DSS2, SDSS, GALEX, IRAS, Hydrogen α, X-Ray, Astrophoto, Sky Map, Articles and images